# Phoenix Wright: Ace Attorney: Trials & Tribulations
Phoenix Wright: Ace Attorney: Trials & Tribulations (逆転裁判3, Gyakuten Saiban 3) is het derde deel van de Phoenix Wright reeks, en is uitgebracht op de Nintendo DS. Het is een port van het originele spel dat uitkwam op de Game Boy Advance. Men kan het spel indelen in de categorie avonturen games.
In het spel speelt men als de advocaat Phoenix Wright en Mia Fey en die in vijf rechtszaken de onschuld van zijn cliënten moet bewijzen als hij/zij wordt verdacht van moord. In deze vijf rechtszaken komt men veel gezichten tegen uit de vorige Ace Attorney delen, onder wie: Maya Fey, Miles Edgeworth, Dick Gumshoe, Franziska von Karma, Larry Butz en Winston Payne.

## Platforms
| Jaar | Platform    |
| ---- | ----------- |
| 2007 | Nintendo DS |
| 2010 | Wii         |

## Ontvangst
| Beoordeeld door        | Platform    | Datum            | Score |
| ---------------------- | ----------- | ---------------- | ----- |
| Cubed3                 | Nintendo DS | 30 augustus 2007 | 90%   |
| GamesCollection        | Nintendo DS | 27 augustus 2010 | 90%   |
| Jeuxvideo.com          | Nintendo DS | 6 oktober 2008   | 85%   |
| FOK!games              | Nintendo DS | 23 oktober 2008  | 84%   |
| Game Informer Magazine | Nintendo DS | november 2007    | 82%   |
| Lawrence               | Nintendo DS | 20 november 2007 | 80%   |
| Kombo.com              | Nintendo DS | 15 november 2007 | 80%   |
| Adventure Island       | Nintendo DS | 5 december 2007  | 80%   |
| GameSpy                | Nintendo DS | 2 november 2007  | 80%   |
| GamersHell.com         | Nintendo DS | 3 januari 2008   | 70%   |